# Kürschim
Der Kürschim (kasachisch Күршім; russisch Курчу́м Kurtschum) ist ein rechter Nebenfluss des Irtysch in Kasachstan.

## Flusslauf
Der Kürschim entspringt im südlichen Altai an der Südflanke des Sarymsaqty-Gebirgszugs. Er fließt in überwiegend westsüdwestlicher Richtung durch das Bergland und trennt den südlich verlaufenden Kürschim-Kamm vom Naryn-Kamm im Norden.
Die Orte Maralicha, Burabai und Terektybulaq liegen am Flusslauf. Bei der Kleinstadt und gleichzeitigem Verwaltungszentrum Kürschim erreicht der Fluss schließlich den oberen Abschnitt des Buchtarma-Stausees.
Der Kürschim hat eine Länge von 213 km. Sein Einzugsgebiet umfasst 6140 km². Der mittlere Abfluss 36 km oberhalb der Mündung beträgt 58 m³/s. In den Monaten Mai und Juni führt der Kürschim Hochwasser.